# Diopatra sugokai
Diopatra sugokai är en ringmaskart som beskrevs av Izuka 1907. Diopatra sugokai ingår i släktet Diopatra och familjen Onuphidae. Inga underarter finns listade i Catalogue of Life.